# ذبابة الروث الرمادية
ذبابة الروث الرمادية (الاسم العلمي:Scathophaga cineraria) هي نوع من الحشرات يتبع جنس ذبابة الروث من فصيلة ذباب الروث.